# 傑西亞季尼
50°48′24″N 28°42′57″E / 50.80667°N 28.71583°E
傑西亞季尼（烏克蘭語：Десятини），是烏克蘭的村落，位於該國北部日托米爾州，由科羅斯堅區負責管轄，始建於1921年，面積0.89平方公里，海拔高度199米，2001年人口125，人口密度每平方公里140.77人。